# Peuple témoin

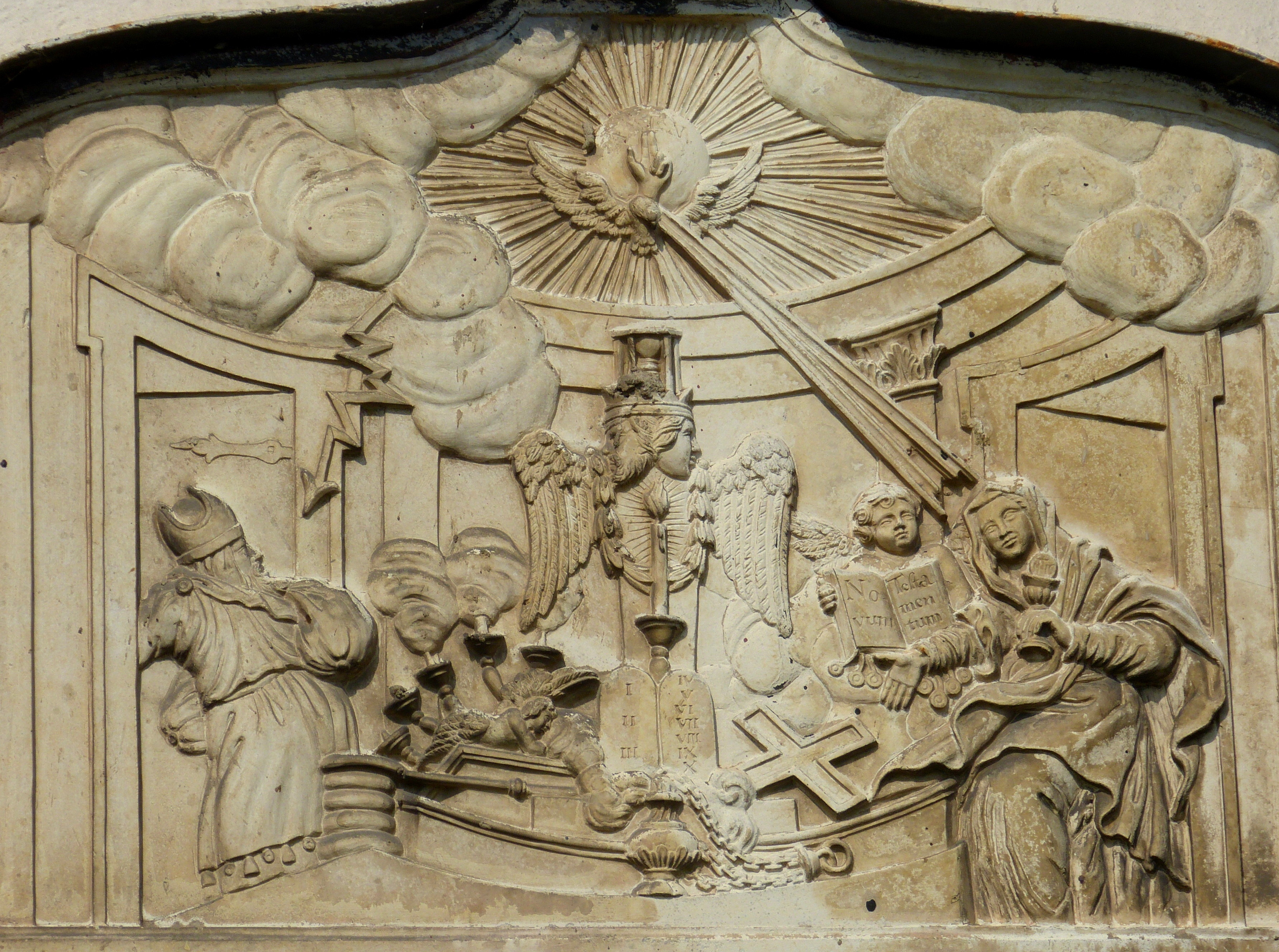
Illustration de la théologie de la substitution : Dieu foudroie les Juifs et répand sa lumière sur le christianisme. Bas-relief de l'église Saint-Jacques (1839), Gottsdorf, Basse-Bavière.

Le « peuple témoin » est le nom que donne Augustin d'Hippone au peuple juif dans plusieurs de ses écrits, dont le Contre Fauste et La Cité de Dieu. Adoptant un point de vue théologique qui est celui du supersessionisme, Augustin considère que l'Église chrétienne, en tant que peuple de Dieu, s'est substituée à Israël, jadis peuple élu et désormais dispersé parmi les nations en raison des crimes que lui impute le christianisme.
Augustin tente de résoudre ce qui lui apparaît comme une série de paradoxes. D'une part, les fautes que la tradition chrétienne attribue aux Juifs auraient pu, ou dû, entraîner leur disparition en tant que peuple distinct, mais il n'en a rien été. D'autre part, la connaissance qu'a Augustin des Épîtres de Paul et de l'herméneutique biblique l'incite à penser que les Juifs ont été épargnés par Dieu afin de jouer un rôle dans l'économie du salut. Ce rôle consiste, pour Augustin, à assister à leur propre déchéance en tant que nation et à devenir, selon sa formule, les « témoins de leur iniquité et de notre vérité ».
La doctrine du « peuple témoin », qui a prévalu dans le christianisme (tout particulièrement dans le catholicisme) jusqu'au milieu du XXe siècle, est, avec le mythe de l'« aveuglement » d'Israël et celui du « peuple déicide », l'un des principaux fondements de l'antijudaïsme chrétien.

## Doctrine
Pour Augustin, les Juifs ont un rôle positif dans le christianisme car leur refus des prophéties bibliques concernant le Messie constitue précisément la preuve de leur authenticité : en raison du témoignage qu'ils fournissent contre leur volonté, et parce qu'ils ont conservé ces textes, ils sont dispersés au milieu des nations à mesure que s'étend l'emprise de lÉglise chrétienne. Témoins de l'Église et prévus par Dieu, ils ne doivent pas être tués, ils portent la marque de Caïn sur le front. L'Église se doit donc de les protéger mais en les maintenant dans une position d'infériorité.